# Sarlabous
Sarlabous é uma comuna francesa na região administrativa de Occitânia, no departamento dos Altos Pirenéus. Estende-se por uma área de 3,39 km². Em 2010 a comuna tinha 74 habitantes (densidade: 21,8 hab./km²).